# San Pedro Palmiches
San Pedro Palmiches – gmina w Hiszpanii, w prowincji Cuenca, w Kastylii-La Mancha, o powierzchni 19,85 km². W 2011 roku gmina liczyła 80 mieszkańców.